# Ilha dos Lobos

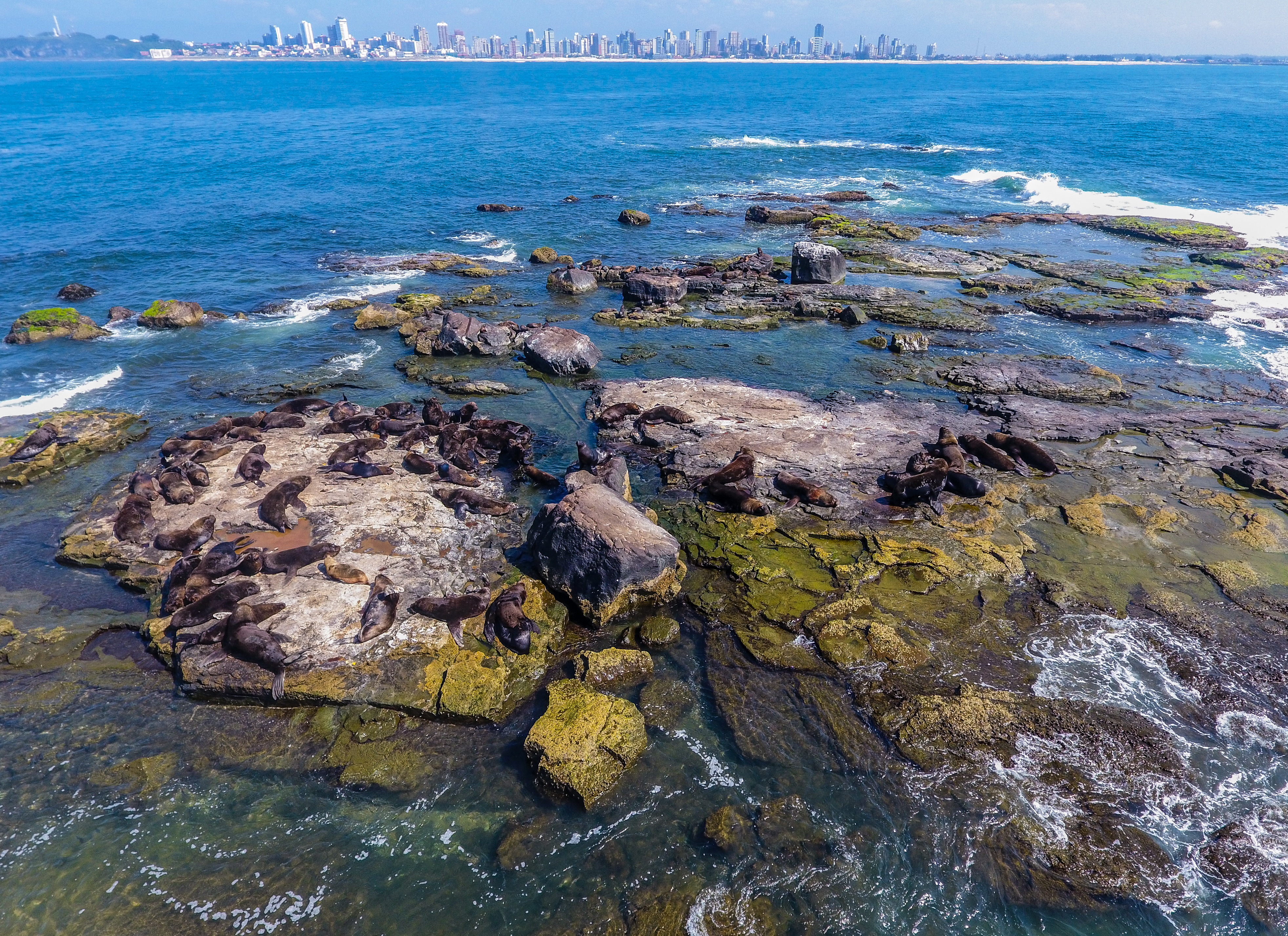
Refúgio de Vida SIlvestre da Ilha dos Lobos - Unidade de Conservação federal no Rio Grande do Sul (Foto: Acervo Revis Ilha dos Lobos)

A ilha dos Lobos é uma ilha brasileira localizada no estado do Rio Grande do Sul, a única ilha costeira desse estado. Está a 1,8km de distância do município de Torres, no litoral norte do estado. A área recebe lobos-marinhos e leões marinhos, principalmente, durante a primavera e inverno. Por este motivo, a ilha e seu entorno marinho de 500m constituem uma Unidade de Conservação federal desde o ano de 1983. Atualmente a área é reconhecida como Refúgio da Vida Silvestre da Ilha dos Lobos.
A ilha dos Lobos não é a menor unidade de conservação do Brasil, como anteriormente se afirmava, já que não só a superfície da ilha, mas também seu entorno, faz parte de sua área total. A pesca é proibida no local e o surfe junto à ilha está em fase de estudo pelo Instituto Chico Mendes de Conservação da Biodiversidade (ICMBio).
A formação das rochas que compõem a ilha é de origem vulcânica, datando de aproximadamente 150 milhões de anos, quando o grande continente Gondwana se fragmentava para dar origem ao que hoje conhecemos como continente africano e sul-americano.